# 查伊尔市镇

所在位置

查伊尔市镇，是北马其顿共和国北部的一个市镇，为首都斯科普里下属10市镇之一。斯科普里旧城位于该市镇。市镇总面积3.52平方公里，总人口64,773。
该市镇西临卡爾波什市鎮，北邻布泰尔市镇，东邻加齊巴巴市鎮，西南邻岑塔尔市镇。